# Stelis petiolaris
Stelis petiolaris är en orkidéart som beskrevs av Rudolf Schlechter. Stelis petiolaris ingår i släktet Stelis och familjen orkidéer. Inga underarter finns listade i Catalogue of Life.